# Underwood-Blattnase
Die Underwood-Blattnase (Hylonycteris underwoodi) ist eine Fledermaus aus der Familie der Blattnasen (Phyllostomidae), die in Zentralamerika beheimatet ist. Die Gattung Hylonycteris ist monotypisch, das heißt, dass neben der Underwood-Blattnase keine weitere Art der Gattung bekannt ist.
Der Gattungsname Hylonycteris ist griechisch und bedeutet „Waldfledermaus“. Der Artname underwoodi ehrt Cecil F. Underwood (1867–1943), der den Holotypus gesammelt hat.

## Beschreibung
Die Underwood-Blattnase ist mit einer Unterarmlänge von 31,5 bis 34,2 mm, einer Gesamtlänge von im Schnitt 67 mm und einem durchschnittlichen Gewicht von 6,6 g für Männchen und 8,5 g für Weibchen eine relativ kleine Blütenfledermaus. Wie alle Vertreter dieser Unterfamilie besitzt die Underwood-Blattnase eine verlängerte Schnauze und eine sehr lange Zunge. Zur Familie der Blattnasen gehörend besitzt sie zudem ein deutlich sichtbares Nasenblatt. Der Schwanz ist kurz und die Spitze ragt leicht aus der Schwanzflughaut heraus. Die Ohren sind klein und rund, das Fell ist schwarz-braun gefärbt, wobei die Bauchseite eine hellere Tönung aufweist.

## Lebensweise

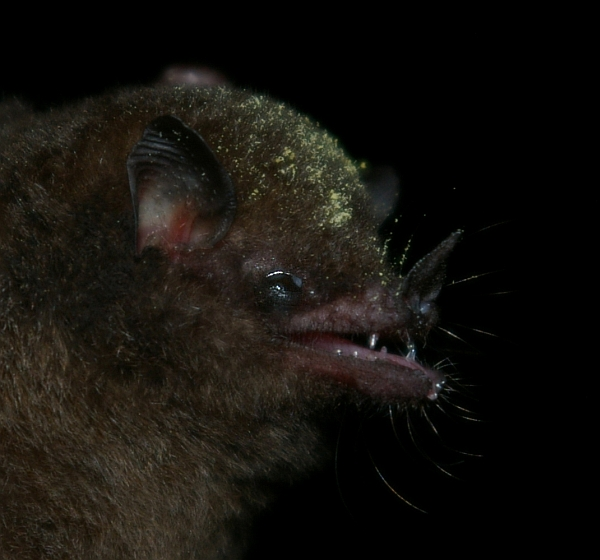
Underwood-Blattnase mit Pollen auf dem Kopf

Über die Underwood-Blattnase ist relativ wenig bekannt. Die Art ist wie die meisten Fledermäuse nachtaktiv und ernährt sich hauptsächlich von Nektar und Pollen. Ihre Ernährungsweise macht sie daher zu einem wichtigen Bestäuber nachtblühender Pflanzen, wie zum Beispiel der Marcgravia, der Mucuna, der Calyptrogyne, der Werauhia oder Kakteengewächsen wie Weberocereus tunilla. Tagsüber hängt die Art in kleinen Gruppen in Höhlen und hohlen Baumstämmen, manchmal wahrscheinlich auch in Gebäuden.
Die Weibchen gebären jeweils ein einzelnes Jungtier.

## Verbreitung
Die Underwood-Blattnase kommt von Zentral-Mexiko bis in das südliche Honduras sowie in Costa Rica und grenznah in Nicaragua und im Westen Panamas vor. 

## Gefährdung und Schutz
Die IUCN schätzt Hylonycteris underwoodi dank ihrer weiten Verbreitung und dem Vorkommen in geschützten Gebieten als ungefährdet ein.

## Systematik
Hylonycteris underwoodi wird als eigenständige Art innerhalb der monotypischen Gattung Hylonycteris eingeordnet. Die wissenschaftliche Erstbeschreibung stammt von Oldfield Thomas  aus dem Jahr 1903, der ein Individuum aus der Umgebung von San José, der Hauptstadt von Costa Rica beschrieb.